# Osman Esim Olcay
Osman Esim Olcay (Istanboel, 17 januari 1924 – 12 september 2010) was een Turks diplomaat en politicus. Tussen 1969 en 1971 was Olcay vice-secretaris-generaal van de NAVO als plaatsvervanger voor Manlio Brosio. Hij was als onafhankelijke tussen maart en december 1971 minister van Buitenlandse Zaken in het eerste kabinet van premier Nihat Erim.

## Loopbaan
Na zijn legerdienst trad Olcay in 1947 in diplomatieke dienst. Hij bekleedde diplomatieke post in Londen voor hij in 1954 naar de NAVO werd gedetacheerd. In 1963 werd hij Turks ambassadeur in Helsinki en in 1964 in New Delhi. In 1968 keerde hij terug naar de NAVO en werd er het volgend jaar plaatsvervangend secretaris-generaal. Nadat hij minister van Buitenlandse Zaken was in het eerste kabinet Erim, werd hij in 1972 afgevaardigde voor Turkije bij de Verenigde Naties. Tussen 1978 en 1988 werkte hij terug bij de NAVO. In 1989 ging Olcay met pensioen.